# Phentolamin
Phentolamin ist ein Arzneistoff, der die Wirkung bestimmter körpereigener Botenstoffe (Hormone, Neurotransmitter) aufhebt und dadurch vor allem arterienerweiternd wirkt.
Pharmakologisch handelt es sich um einen Stoff aus der Gruppe der nichtselektiven Alphablocker. Als kompetitive Antagonisten an α1- und an α2-Adrenozeptoren heben Alphablocker die Wirkung von Katecholaminen, wie zum Beispiel Adrenalin und Noradrenalin, auf.

## Klinische Angaben

### Anwendungsgebiete (Indikationen)
Phentolamin wirkt blutdrucksenkend, herzfrequenzsteigernd und den Venentonus vermindernd. In der Intensivmedizin kommt es bei Erwachsenen mit einer Dosierung von 50 bis 500 µg/min zur Anwendung.

#### Phäochromozytom
Der Arzneistoff wird zur Therapie von Blutdruckkrisen beim Phäochromozytom – einem Tumor, der Katecholamine (Noradrenalin, Adrenalin und Metanephrine) produziert – zum Beispiel während der präoperativen Vorbereitung und des chirurgischen Eingriffes angewendet.

#### Phentolamin-Hemmtest
Der Phentolamin-Hemmtest, auch Phentolamin-Suppressionstest genannt, ist ein diagnostischer Funktionstest, um eine autonome Katecholaminproduktion, wie sie beispielsweise beim Phäochromozytom auftritt, festzustellen. Er wird bei unklaren Befunden durchgeführt. Suppression bedeutet, dass die Ausschüttung von Hormonen gehemmt beziehungsweise unterdrückt wird. Beim  Regitin-Test – wie er auch genannt wird – wird den Betroffenen Phentolamin verabreicht und  anhand des systolischen Blutdruckabfalls nach der intravenösen Injektion von Phentolamin der Phäochromozytom-Nachweis erbracht.

#### Anwendung als Antidot
Bei Intoxikationen durch indirekte Sympathomimetika, wie  Cocain, Amphetamin und amphetaminartigen Substanzen ist eine Blockade der alpha-Rezeptoren indiziert, wenn die Sedation des Patienten allein nicht ausreicht. Mittel der Wahl zur Behandlung von Tachykardie und arteriellen Hypertonie ist das Antidot Phentolamin. Eine alleinige Betablockade kann durch die ungehinderte Wirkung an den Alpharezeptoren zu schweren hypertensiven Komplikationen führen.

#### Erektile Dysfunktion
Phentolamin ist in Kombination mit Papaverin oder mit Aviptadil angezeigt zur Behandlung der erektilen Dysfunktion.

#### Zahnmedizin
Die in der Zahnmedizin gebräuchlichen Lokalanästhetika werden gewöhnlich mit Epinephrin als Vasokonstringens kombiniert, um die Blutgefäße einzuengen und zu verhindern, dass das Anästhetikum zu schnell von der Injektionsstelle abfließt. Als Nebenwirkung der zahnärztlichen Lokalanästhesie können noch Stunden nach der Behandlung Parästhesien (Fehlempfindung) der Lippe, der Zunge oder beider Organe (Verlust des Empfindungsvermögens, Brennen, Kribbeln) bis zur allgemeinen  Empfindungslosigkeit oder Gefühlstaubheit (Sensibilitätsstörungen) auftreten.
Phentolaminmesilat bewirkt durch die Erweiterung der Blutgefäße und damit einhergehenden erhöhten Blutfließgeschwindigkeit (Aufhebung der Epinephrin-Wirkung), dass das Anästhetikum abfließen kann. In klinischen Versuchen reduzierte das Medikament die Zeit um die Empfindung der Lippen wieder zu erlangen auf 75 bis 85 Minuten, also mehr als die Hälfte.
Novalar Pharmaceuticals, eine kleine Arzneimittelfirma aus San Diego, erhielt im Mai 2008 die Zulassung von der Food and Drug Administration (FDA) für diese zahnmedizinische Indikation (Handelsname OraVerse). Es ist seit Anfang 2011 in Deutschland zugelassen und seit 2013 im Handel erhältlich.

### Gegenanzeigen (Kontraindikationen)
Phentolamin darf nicht angewendet werden bei bekannter  Überempfindlichkeit gegenüber dem Arzneistoff. Eine absolute Kontraindikation besteht bei Hypotonie, einem Myokardinfarkt (Herzinfarkt), auch in der Anamnese, Koronarinsuffizienz, Angina Pectoris oder anderen Hinweise auf eine Koronarerkrankung, bei Gastritis und einem peptischen Ulcus.

## Handelsnamen
Monopräparate
- OraVerse (USA)
- Regitin (Schweiz), nicht mehr im Handel

Kombinationspräparate
- mit Papaverin: Androskat (A, NL)
- mit Aviptadil: Invicorp (DK)